# 那須真知子
那須 真知子（なす まちこ、1952年10月5日 - ）は、日本の脚本家。夫は映画監督の那須博之（2005年死別）。

## 来歴・人物
福島県いわき市出身。福島県立磐城女子高等学校（現・福島県立磐城桜が丘高等学校）卒業、青山学院大学文学部卒業。中学生時代は短距離走の選手で、元々文学も映画も興味が無かったという。大学卒業後はOLになるも「身に合わなかった」ということで、母親が募集記事を見て勧めてくれたことによりシナリオ学校に入学。1977年、にっかつシナリオコンクールに応募した『横須賀男狩り 少女・悦楽』で脚本家デビューし、翌々年にはテレビドラマ『大都会 PARTIII』で一般作品に進出する。1985年、夫・博之とのコンビで手掛けた『ビー・バップ・ハイスクール』が大ヒットしシリーズ化。以来、若手俳優やアイドルを主演に据えたアクション・青春ものを連作するほか、テレビ作品や文芸映画も多数手掛ける。

## フィルモグラフィ

### 映画
- 横須賀男狩り 少女・悦楽 （1977年） 藤田敏八との共同脚本
- 後から前から （1980年）
- オン・ザ・ロード （1982年） 和泉聖治、藤中秀紀との共同脚本
- 刺青 IREZUMI （1984年）
- 双子座の女 （1984年）
- 月の夜 星の朝 （1984年）
- ビー・バップ・ハイスクール （1985年）
- 早春物語 （1985年）
- 化身 （1986年）
- ビー・バップ・ハイスクール 高校与太郎哀歌 （1986年）
- ビー・バップ・ハイスクール 高校与太郎行進曲 （1987年）
- ビー・バップ・ハイスクール 高校与太郎狂騒曲 （1987年）
- 別れぬ理由 （1987年）
- 新宿純愛物語 （1987年）
- ビー・バップ・ハイスクール 高校与太郎音頭 （1988年）
- ビー・バップ・ハイスクール 高校与太郎完結篇 （1988年）
- 右曲がりのダンディー （1989年）
- 桜の樹の下で （1989年）
- 代打教師 秋葉、真剣です! （1991年）
- 新・極道の妻（おんな）たち （1991年）
- 寒椿 （1992年）
- 霧の子午線 （1996年）
- わが心の銀河鉄道 宮沢賢治物語 （1996年）
- 地獄堂霊界通信（1996年）
- あばれブン屋（1998年）
- 実録外伝 武闘派黒社会（1999年）
- 北の零年（2004年）
- デビルマン（2004年）
- 北のカナリアたち（2012年）
- 北の桜守（2018年）

### テレビドラマ
- 大都会 PARTIII （1979年）
- ちょっとマイウェイ （1979年 - 1980年）
- 探偵物語 （1979年）
- 体験時代（1979年）
- プロハンター （1981年）
- 私はタフな女 （1981年）
- 可愛い悪魔 （1982年）
- 西部警察 （1981年 - 1984年）
- あぶない刑事（1986年）
- 揺れる想い（1995年）
- くれなゐ （1998年）
- PU-PU-PU-（1998年）
- 松本清張スペシャル 内海の輪（2001年）
- 松本清張スペシャル 一年半待て（2002年）
- 取調室 （2002年）
- 塀の中の懲りない女たち2 （2006年、火曜ドラマゴールド）

## 受賞歴
日本アカデミー賞
- 第11回優秀脚本賞（『別れぬ理由』）
- 第20回優秀脚本賞（『わが心の銀河鉄道 宮沢賢治物語』）
- 第29回優秀脚本賞（『北の零年』）
- 第36回優秀脚本賞（『北のカナリアたち』）
- 第42回優秀脚本賞（『北の桜守』）